# 80-ті

## Події

### Римська імперія
81
- кінець правління Тіта Флавія Веспасіана;
- початок правління Доміціана;